# Sourozenecká konstelace

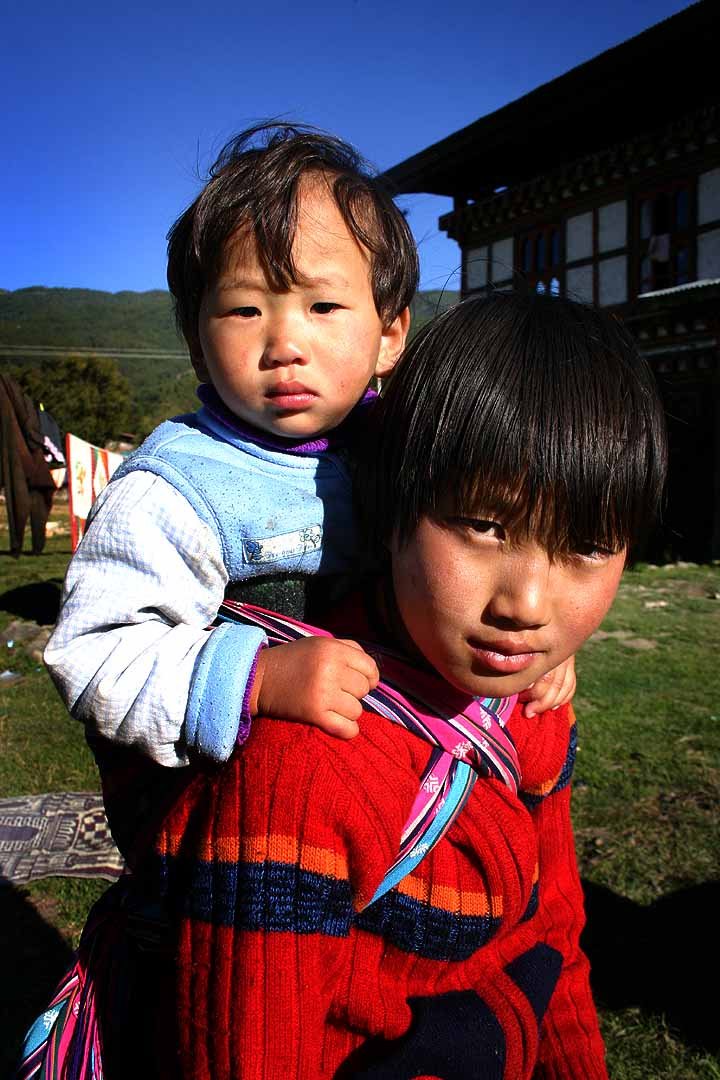
Sourozenci

Sourozenecké konstelace se zabývají postavením člověka v jeho rodinné linii. Děti narozené v určitém pořadí získají v průběhu vývoje podobné zkušenosti a ty se následně odrazí v jejich osobnosti. Osobnost člověka se formuje v prvních letech života a zastává zde velmi důležitou roli celá rodina, a to nejen matka a otec, ale také sourozenci, a především pořadí narození. To vše má vliv na rodinné interakce a prostředí, ve kterém dítě vyrůstá a formuje se.
Autoři nejčastěji hovoří o čtyřech konstelacích: jedináček, prvorozený, prostřední a nejmladší.

## Sourozenecké konstelace podle Alfreda Adlera
Adler odděluje jedináčky a prvorozené na jednu stranu, každý prvorozený se rodí jako jedináček, tuto pozici ale časem ztratí. Osobnosti dalších dětí jsou dány naopak tím, že se nenarodily jako první.
Nejstarší dítě – přišlo během dětství o pomyslnou moc (bylo sesazeno z trůnu mladším sourozencem). A tak zastává konzervativní názor, že mocní lidé by měli zůstat u moci.
Druhé dítě neboli prostřední – má jinou pozici. Nikdy nebude samo a vždy bude mít před sebou někoho, kdo udává laťku, může být vzorem ale také konkurencí. Není tolik zvyklé být středem pozornosti jako nejstarší dítě a podle jeho názoru by se mocní lidé (autority) měli ve vedení střídat.
Nejmladší dítě – je to, které zůstane navždy nejmladší, nenarodí se mu další sourozenec. Podobně jako druhý narozený má hodně energie, nicméně půjde vždy zcela jinou cestou. Je snadnější dosáhnout něčeho v nové oblasti, než tam kde by byla konkurence starších sourozenců.

## Sourozenecké konstelace podle Kevina Lemana
Podle Lemana existují určitá pravidla, jejichž znalost pomůže lidem porozumět své osobnosti, vztahu k druhým lidem či pomoc s řešením problémů.
Jedináček neboli superprvorozený – Jedinečná perla jsou jedináčci v rodinách, kde rodiče chtěli více dětí, ale nemohli je mít. Takoví jsou opečovávaní a chránění před realitou. To vede k pocitu, že jsou nadměrně důležití a sebestřední. Pokud rodiče plánovali mít pouze jedno dítě drží se svých plánů a bývají přísní, vytváří malého dospělého, který musí být brzo zodpovědný a chovat se přiměřeně. V obou případech ale jedináčci touží po dokonalosti.
Prvorození – Narodí se do rodiny jako první, nemusí se o pozornost s nikým dělit. Pro rodiče je všechno poprvé, a proto to náležitě oceňují a obdivují. Rodiče nemají tolik zkušeností a bývají trpělivější. Vyšlapávají cestu pro další sourozence, ale zároveň nasazují i pomyslnou laťku. Tato konstelace obnáší i negativa – ať už velká očekávání a ambice rodičů nebo nároky na zodpovědnost či potřeba rychleji dospět. Rychleji dospět se vyžaduje většinou s narozením druhého dítěte.
Prostřední – Jsou opakem staršího sourozence. Tvrdí se, že „trpí“ nedostatkem pozornosti, pocitem odstrčení. Nedostává se jim tolik pozornosti v rodině a častěji tráví čas s vrstevníky. Bývají největší tajnůstkáři a zároveň nejvíc věrní, myšleno v manželství, ze všech konstelací.
Nejmladší – V rodině bývají typičtí extroverti, co rádi někoho baví a rádi se předvádí. Jsou srdeční, dobří manipulátoři a obviňují druhé. Mají pocit, jakoby všechen talent a schopnosti vybrali starší sourozenci, a že je ostatní neberou dost vážně. Proto se snaží zaujmout něčím jiným (např. zlobením či roztomilostí).

## Sourozenecké konstelace podle Clifforda Isaacsona
Isaacsonova teorie je trochu odlišná od ostatních autorů. Podle tohoto autora existuje pět typů osobností, přitom vždy nemusí odpovídat skutečnému pořadí narození.
Jedináček – Charakteristické vlastnosti pro jedináčka jsou tyto: "plánuje si život, dělá si starosti, cítí se pod tlakem, dělá si seznamy a musí je splnit, očekává čestné jednání". Údajně tyto rysy ale splňuje každý čtvrtý člověk, protože pokud má matka v domácnosti výpomoc (služku či chůvu) netrpí první narození ztrátou pozornosti a nestane se prvorozeným, ale zůstane jedináčkem.
Prvorozený – Osobnost prvorozeného je zaměřená na cíl, nicméně je pro ni důležité, co si myslí ostatní a nechce nikoho urazit. Také se cítí nadřazená, ale chce působit skromně a pouze sní o tom, čeho chce dosáhnout.
Druhý v pořadí – To, co charakterizuje druhorozené, je dokonalost, smysl pro detail, zároveň ale pocit, že ostatní dělají věci lépe, jsou umělecky založení a usilují o smír. Prvorozený usiluje o to, aby předčil druhorozeného, což může u druhorozeného způsobit pocit méněcennosti.
Třetí narozený – Těmto třetím se druhorození snaží předat svůj pocit méněcennosti, ale také například své povinnosti v domácnosti . Tím, že neusilují o dokonalost mají výhodu v tom, že se učí žít ve světě, kde ostatní představují jakousi hrozbu. Nenechají se jen tak vyvést z míry a při případném konfliktu raději ustoupí.
Čtvrtý narozený – Čtvrtá a poslední konstelace je charakteristická pocitem odstrčení a při rodinných sešlostech se raději uzavírá do sebe. Čtvrtému opět něco chce předat třetí narozený, tentokrát se jedná o pocit ohrožení. Jsou ale pracovití, protože se snaží dosáhnou toho, co umí či dělají starší sourozenci a mají pocit, že potom budou taky považováni za dospělé.

## Pojem detronizace
Detronizace neboli sesazení z trůnu nastává u prvorozeného tehdy, když se mu narodí sourozenec. Příchod sourozence může nést první dítě těžce, s pocitem, že ho rodiče nemají rádi nebo že není dost dobrý. Aniž by si to prvorozený přál, ze dne na den přestane být jedináčkem. Jako by byl odsunut na druhou kolej. V mnoha případech se i přes přijetí skutečnosti narození sourozence objevuje soupeření o pozornost a žárlivost.

## Sourozenecké konstelace a manželství
Sourozenecké vztahy se přenášejí do manželství (do vztahu mezi partnery) podle pravidla duplikačního teorému. Záleží jednak na pořadí narození ale také na pohlaví. Na základě toho dokážou vztahy být komplementární, částečně komplementární a nekomplementární.
Dle tohoto pravidla by optimální měl být vztah, který odpovídá tomu se sourozencem (příp. sourozenci). Tedy jakési doplnění, například starší sestra bratra společně s mladším bratrem sestry. Částečně komplementární nastává, „když každý z partnerů prožívá několik sourozeneckých vztahů a alespoň jeden z nich odpovídá alespoň jednomu ze vztahů druhého partnera“. A nekomplementárním se stává takový vztah, kde se tzv. nedoplňují v pořadí či pohlaví.